# كلاوس شترونتس
كلاوس شترونتس (بالألمانية: Claus Strunz)‏ (و. 1966  م) هو صحفي، ومقدم تلفزيوني ألماني، ولد في مونشبرغ.

## وصلات خارجية
- كلاوس شترونتس على موقع IMDb (الإنجليزية)
- كلاوس شترونتس على موقع مونزينجر (الألمانية)
- كلاوس شترونتس على موقع قاعدة بيانات الفيلم (الإنجليزية)

- كلاوس شترونتس في قاعدة بيانات الأفلام على الإنترنت